# ورم الأنسجة الدهنية
في تخصص علم الأورام، ورم الأنسجة الدهنية هو ورم مشتق من الأنسجة الدهنية. مثال على ذلك هو الورم الشحمي. الأورام الدهنية في الأطراف هي أكثر آفات الأنسجة الرخوة شيوعًا وهي حميدة بشكل أساسي (الأورام الشحمية). الأورام الدهنية (AT) هي أورام اللحمة المتوسطة التي تشكل أكبر مجموعة من الأورام البشرية. وهي تشمل الأورام الحميدة، مثل الأورام الشحمية الشائعة جدًا، بالإضافة إلى الأورام الخبيثة النادرة بدرجات مختلفة من العدوانية السريرية.